# Pino Torinese
 Pino Torinese  (piemontiul: Ël Pin) Olaszország Piemont régiójának, Torino megyének egy községe.

## Földrajza

Pino Torinese község Torino megye térképén

A vele szomszédos települések:Baldissero Torinese, Cambiano, Chieri, Pecetto Torinese és Torino.